# آلة حاسبة علمية

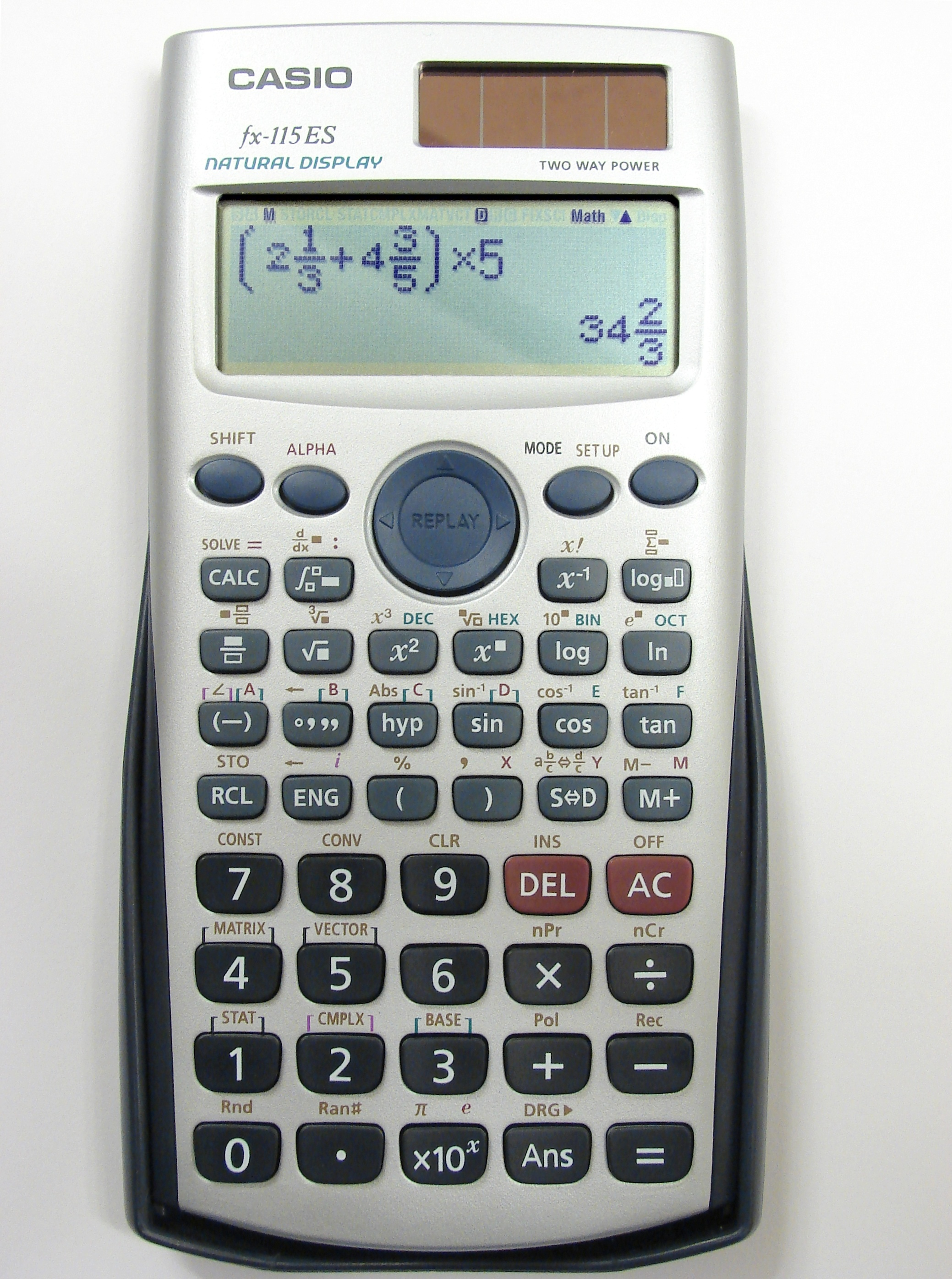
آلة حاسبة علمية من نوع كاسيو

الحاسبة العلمية هي آلة حاسبة الكترونية، تكون عادة محمولة يدوياً صممت لحساب المسائل في العلوم، الهندسة، والرياضيات. بدلت بالكامل المسّطرة الحاسبة في جميع التطبيقات التقليدية تقريبًا، وبشكل موسع استعملت في كل من التعليم ومجال الأعمال.
في سياق الكلام، مثل التعليم العالي حُلَت الحاسبة العلمية بالحاسبة البيانية، التي تقدم وظائف الحاسبة العلمية كاملة مع القدرة على الرسم البياني بذاكرة داخلية الكتابة وتخزين البرامج للجهاز. هناك أيضا بعض التداخل مع حاسبة السوق المالي.

## الوظائف
الحاسبة العلمية الحديثة عموما تملك عدة مميزات اضافية أكثر من الحاسبات التي تعمل بأربع أو خمس وظائف، ومجموعة المميزات تختلف بين المصنعين والنماذج، على أية حال يتضمن تعريف مميزات الحاسبة العلمية ما يلي:
- كتابة الارقام بالطريقة المختصرة
- حساب الارقام العشرية
- الوظائف اللوغتاريمية، باستخدام قاعدة 10 وقاعدة e .
- حساب المثلثات (بعضها يتضمن حساب الدوال الزائدية)
- حساب الأسس والجذور
- الوصول السريع إلى الثوابت مثل الباي

بالإضافة، الحاسبات العلمية الراقية سوف تتضمن:
حساب نظام العد الست عشري، ونظام العد الثنائي، ونظام العد الثماني، يضمن الجبر البولياني.
- الأعداد المركبة
- الكسور
- حسابات الإحصاء والاحتمالات
- قابلة للبرمجة
- حل المعادلات
- التفاضل والتكامل
- الحروف التي يمكن ادخالها كقيم في المعادلة
- التحويل بين الوحدات
- الثوابت الفيزيائية

بينما أكثر النماذج العلمية تستخدم تقليديا طريقة العرض يسطر واحد مشابهة للحاسبات التي توضع في الجيب التقليدية، بعض منهم يملك على الاقل خانات رقمية من 10 إلى 12، بعض الاوقات مع خانات رقمية اضافية للكسور العشرية المرفوعة للاس. القليل يمكلك أكثر من سطر في الحاسبات، من بعض النماذج الحديثة من هذه الشركات: Hewlett-Packard, Texas Instruments, Casio, Sharp, Canon باستعمال طريقة العرض النقطية مشابهة لتلك الموجودة في الحاسبات البيانية.

## الاستخدامات
الحاسبات العلمية تستخدم بشكل موسع في أي حالة للوصول السريع إلى الوظائف الرياضية المحتاجة، مثل حساب المثلثات هذه واحدة من الوظائف التي يصعب حلها على الورق، أيضًا حساب الارقام الطويلة جدا، كما تستخدم في علم الفلك، والفيزياء والكيمياء.
هي تقريبا مطلوبة بحاجة للمبتدئين في المرحلة الثانوية وحتى الجامعة، وعموما هي مسموحة أو مطلوبة في الاختبارات القياسية التي تحتوي على مواد الرياضيات أو العلوم؛ في النتيجة، هناك الكثير منها يباع في الاسواق التعليمية لتغطية الطلب، وبعض المدارس الراقية تتضمن نماذج تسهل من عملية كتابة المسائل على الحاسبة، من السماح بترتيب العمليات الحسابية باستخدام الاقواس إلى التزويد بطريقة لكتابة المسألة كاملة في الحاسبة باستعمال ادوات التنسيق.

## التاريخ
الحاسبة العلمية الأولى التي تضمنت جميع المميزات الاساسية المذكورة اعلاه كانت مبرمجة من Hewlett-Packard HP-9100A وعرضت للبيع عام 1968، رغم أن Wang LOCI-2 وشركة Mathatronics mathatron كان لديها بعض المميزات عرفت لاحقا مع تصميم الحاسبة العلمية. HP-9100 بجدية بنيت بشكل كامل من ترانزستور منفصل بدون أي دائرة كهربائية كاملة، وكان من أول استخدامات CORDIC هي حساب الخوارزمية الأسية في جهاز حساب شخصي، بالإضافة إلى دخول أول حاسبة أسست على نظام Reverse polish notation . HP أصبحت تعرف بعناية على حاسبات RPN من وقت لآخر، وبالتأكيد اليوم البعض من الحاسبات الراقية (خاصة ذات العمر الطويل HP-12C الحاسبة المالية و HP-48 سلسلة الحاسبات البيانية) بقيت تعرض RPN في وضع الإدخال الافتراضي أدى إلى الحصول على عدد أكبر من المتابعين.
حاسبة HP-35 قدمت يوم الأول من فبراير من عام 1972 كانت Hewlett-Packard's أول شركة تصنع حاسبة صغيرة نسبيًا وتمسك باليد في العالم. تشبه بعض من أجهزة HP الحاسبية تستعمل RPN . قدمت الحاسبة بسعر 395 دولار أمريكي وكانت حاسبة HP-35 متاحة ما بين العام 1972 حتى 1975 .
Texas Instruments (TI)، بعض تقديم عدة وحدات من مجموعة رموز علمية، ظهرت بحاسبة يدوية في الخامس عشر من شهر يناير من العام 1974 بشكل الحاسبة SR-50 . TI استمرت حتى أصبحت عضو رئيسي في سوق الحاسبات، مع العمل الطويل على سلسلة TI-30 حتى أصبحت واحدة من أكثر الحاسبات العلمية المنتشرة في الفصول حول العالم.
Casio و Sharp أيضا أصبحت أعضاء رئيسيين، مع سلسلة Casio's FX (بدأت مع Casio FX-1 في عام 1972) أصبحت ماركة شائعة جدا، وكانت الشركة الأولى التي تقدم Casio fx-7000G .